# Circonscription de Nejo
La circonscription de Nejo est une des 177 circonscriptions législatives de l'État fédéré Oromia, elle se situe dans la Zone Ouest Wellega. Son représentant actuel est Telahun Ayale Denu.